# Лунин, Андрей Алексеевич
Андре́й Алексе́евич Лу́нин (укр. Андрій Олексійович Лунін; род. 11 февраля 1999, Красноград, Харьковская область) — украинский футболист, вратарь испанского клуба «Реал Мадрид» и сборной Украины. Участник чемпионата Европы 2024.

## Клубная карьера

### Ранние годы
Воспитанник харьковского футбола. В 2005—2010 годах занимался в красноградской ДЮСШ, параллельно с 2007 года на выходных выступая за харьковский «Арсенал». С 2010 по 2014 годы занимался в академии харьковского «Металлиста».

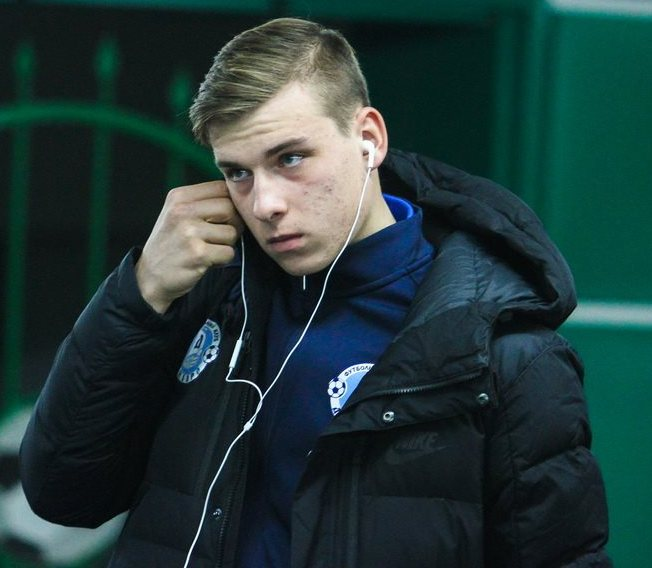
Андрей Лунин в 2016 году

К «Днепру» присоединился в 2015 году и первый сезон провёл в молодёжной команде клуба. С 2016 года регулярно привлекался к тренировкам и матчам первой команды. В начале сезона 2016/17 основным вратарём «днепрян» был Денис Шелихов, но после нескольких провалов (4:0 от «Шахтёра» и 3:0 от «Олимпика») он потерял место в «старте». Андрей дебютировал в Премьер-лиге 16 октября 2016 года в матче против «Карпат» (1:1). Начиная с этого матча занял твёрдое место в воротах и стал лучшим молодым игроком апреля 2016 года в УПЛ.

### «Заря»
24 июня 2017 года перешёл в луганскую «Зарю». 14 сентября 2017 года в матче с «Эстерсундом», Лунин дебютировал в Лиге Европы УЕФА (0:2). В качестве основного вратаря он сыграл в 36 матчах во всех соревнованиях того сезона, в том числе во всех шести матчах группового этапа Лиги Европы. По итогам сезона 2017/18 был признан лучшим футболистом клуба.

### «Реал Мадрид»
22 июня 2018 года за 8,5 миллиона евро перешёл в мадридский «Реал», подписав 6-летний контракт. 31 июля дебютировал в матче против «Манчестер Юнайтед» (1:2) на Международном кубке чемпионов. Вышел на замену во втором тайме и отыграл «на ноль». 11 августа выиграл свой первый трофей — в матче за Кубок Сантьяго Бернабеу «Реал» обыграл итальянский «Милан» со счётом 3:1. Лунин вышел на замену на 78-й минуте матча и не пропустил ни одного гола.

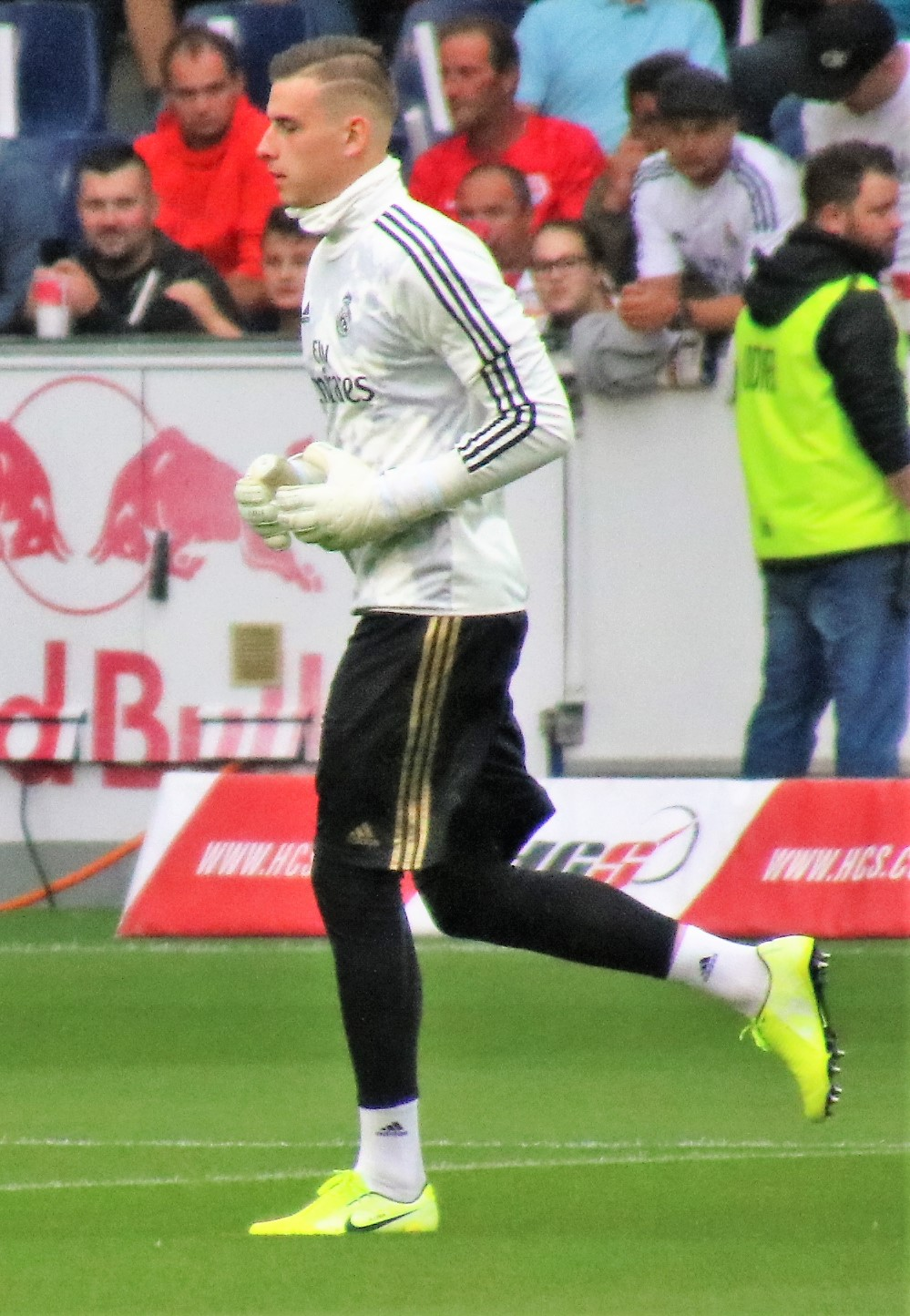
Лунин в мадридском «Реале»

27 августа ушёл на правах аренды в «Леганес». Дебютировал 30 октября в домашнем матче 1/16 Кубка Испании против «Райо Вальекано» (2:2). Первый матч в чемпионате провёл 10 ноября, заменив на 84-й минуте травмированного голкипера Ивана Куэльяра в матче против «Жироны» (0:0).
В начале 2020 года «Реал» отдал Лунина в аренду в «Реал Овьедо» из Сегунды до конца сезона.
Перед стартом сезона 2020/21 стало известно, что Лунин остаётся в составе мадридского «Реала». Дебютный матч в составе «Реала» провёл 20 января 2021 года в кубковом матче против «Алькояно».
Дебютировал в Ла Лиге 8 мая 2022 года в матче против «Атлетико Мадрид», где пропустил 1 мяч. Свой второй матч сыграл 15 мая 2022 года против «Кадиса», отличившись отражённым пенальти (1:1). 5 октября 2022 года Лунин дебютировал в Лиге чемпионов УЕФА, в матче против донецкого «Шахтёра» (2:1). 16 октября 2022 года он стал первым украинским игроком, сыгравшим в Эль-Класико против «Барселоны», который закончился победой «сливочных» со счётом 3:1. 11 февраля 2023 года стал вторым украинцем, который одержал победу на Клубном чемпионате мира, выступая на протяжении турнира в качестве основного вратаря (первым был Дмитрий Чигринский, не принявший участия в матчах КЧМ).
8 ноября 2023 года в матче группового этапа Лиги чемпионов 2023/24 против «Браги» (3:0), Лунин в очередной раз продемонстрировал своё умение отражать пенальти. На шестой минуте форвард португальского клуба Альваро Джало имел шанс открыть счёт, но не смог переиграть Лунина. Это был 7-й пенальти из 14-ти, который отразил украинец (включая послематчевые серии), что составляет 50 %. Два из них приходятся на период выступлений за «Реал». 13 февраля 2024 года в первом матче 1/8 финала Лиги чемпионов, «Реал» минимально обыграл «РБ Лейпциг» 0:1, Лунин совершил 9 сейвов, перехватил 3 навеса и был признан лучшим игроком матча по версии WhoScored и SofaScore. 17 апреля 2024 года во втором поединке 1/4 финала Лиги чемпионов против «Манчестер Сити» сделал 10 сейвов на протяжении матча, который закончился вничью 1:1, а затем отразил два удара в серии пенальти и вывел «Реал» в полуфинал турнира. В сезоне 2023/24 провел 31 матч за «Реал» во всех турнирах, став чемпионом Испании, обладателем Суперкубка Испании и победителем Лиги чемпионов, а также попал в топ-10 номинантов на Трофей Яшина от France Football, заняв в голосовании 3-е место.
13 сентября 2024 года Лунин продлил свой контракт, подписав новое пятилетнее соглашение, по которому он останется в «Реал» до 2030 года. 9 ноября 2024 года в матче с «Осасуной» стал первым в ХXI веке вратарем «Реала», который отдал результативную передачу в Ла Лиге.

## Карьера в сборной

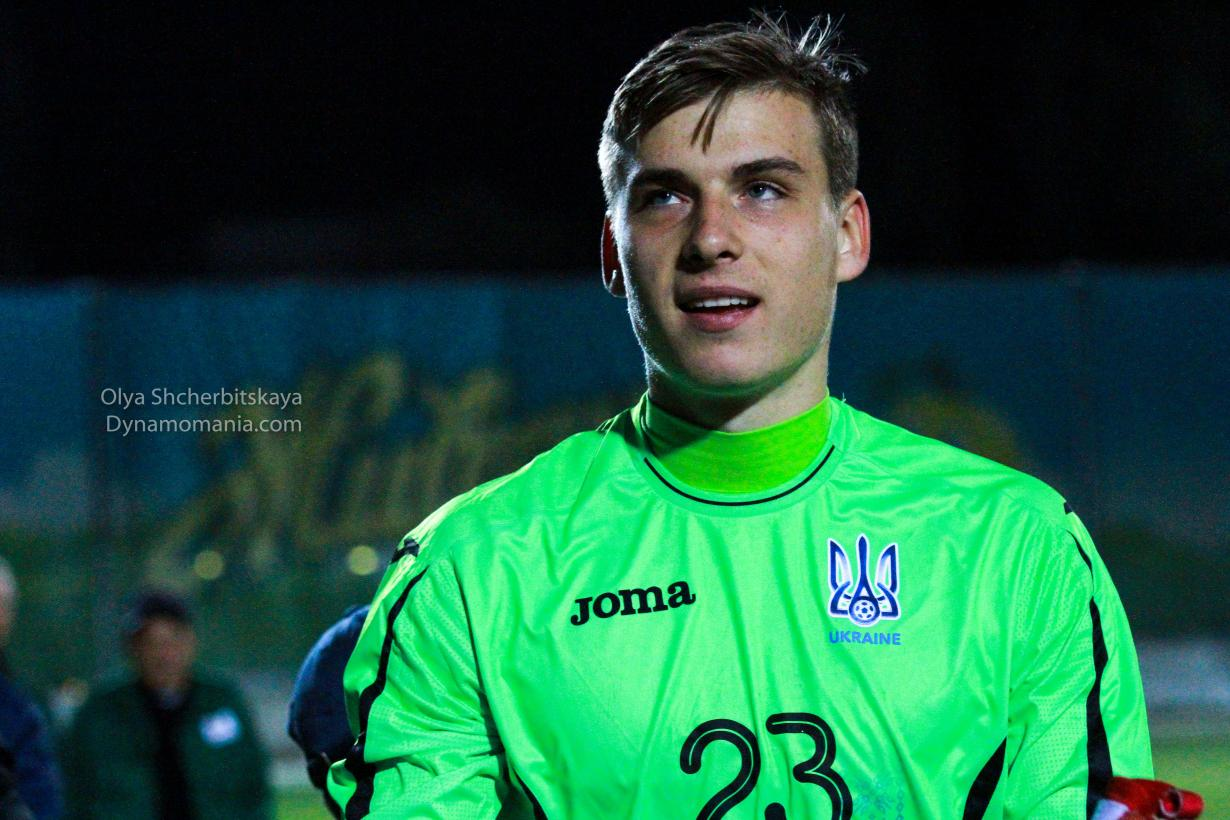
Лунин в составе молодёжной сборной Украины, 2018 год

В составе юношеской сборной Украины до 17 лет принимал участие в чемпионате Европы 2016, был основным вратарём. С 2017 года привлекался в состав юношеской сборной до 19 лет.
23 мая 2017 Лунин был впервые вызван в национальную сборную Украины: получил приглашение на контрольный матч против сборной Мальты и матч отбора на чемпионат мира 2018 против сборной Финляндии. Дебютировал 23 марта 2018 года в товарищеской игре против Саудовской Аравии (1:1). Выйдя на поле в этом матче, Лунин стал самым молодым вратарём в истории украинской сборной.
В 2019 году в составе молодёжной сборной Украины до 20 лет под руководством Александра Петракова, стал победителем молодёжного чемпионата мира. По итогам турнира был признан лучшим вратарём.
Участник чемпионата Европы 2024 года, где принял участие в одном матче сборной Украины на турнире.

## Статистика

### Клубная
| Выступление      | Выступление      | Выступление      | Лига | Лига | Кубок | Кубок | Еврокубки | Еврокубки | Другие | Другие | Итого | Итого |
| Клуб             | Лига             | Сезон            | Игры | Голы | Игры  | Голы  | Игры      | Голы      | Игры   | Голы   | Игры  | Голы  |
| ---------------- | ---------------- | ---------------- | ---- | ---- | ----- | ----- | --------- | --------- | ------ | ------ | ----- | ----- |
| Днепр            | Премьер-лига     | 2016/17          | 22   | -22  | 3     | -1    | 0         | -0        | 0      | -0     | 25    | -23   |
| Днепр            | Итого            | Итого            | 22   | -22  | 3     | -1    | 0         | -0        | 0      | -0     | 25    | -23   |
| Заря (Луганск)   | Премьер-лига     | 2017/18          | 29   | -41  | 1     | -4    | 6         | -9        | 0      | -0     | 36    | -54   |
| Заря (Луганск)   | Итого            | Итого            | 29   | -41  | 1     | -4    | 6         | -9        | 0      | -0     | 36    | -54   |
| Леганес          | Ла Лига          | 2018/19          | 5    | -5   | 2     | -2    | 0         | -0        | 0      | -0     | 7     | -7    |
| Леганес          | Итого            | Итого            | 5    | -5   | 2     | -2    | 0         | -0        | 0      | -0     | 7     | -7    |
| Реал Вальядолид  | Ла Лига          | 2019/20          | 0    | -0   | 2     | -1    | 0         | -0        | 0      | -0     | 2     | -1    |
| Реал Вальядолид  | Итого            | Итого            | 0    | -0   | 2     | -1    | 0         | -0        | 0      | -0     | 2     | -1    |
| Реал Овьедо      | Сегунда          | 2019/20          | 20   | -20  | 0     | -0    | 0         | -0        | 0      | -0     | 20    | -20   |
| Реал Овьедо      | Итого            | Итого            | 20   | -20  | 0     | -0    | 0         | -0        | 0      | -0     | 20    | -20   |
| Реал Мадрид      | Ла Лига          | 2020/21          | 0    | -0   | 1     | -2    | 0         | -0        | 0      | -0     | 1     | -2    |
| Реал Мадрид      | Ла Лига          | 2021/22          | 2    | -2   | 2     | -2    | 0         | -0        | 0      | -0     | 4     | -4    |
| Реал Мадрид      | Ла Лига          | 2022/23          | 7    | -7   | 1     | -0    | 2         | -2        | 2      | -4     | 12    | -13   |
| Реал Мадрид      | Ла Лига          | 2023/24          | 21   | -17  | 1     | -4    | 8         | -10       | 1      | -1     | 31    | -32   |
| Реал Мадрид      | Ла Лига          | 2024/25          | 5    | -7   | 4     | -4    | 2         | -4        | 0      | -0     | 11    | -15   |
| Реал Мадрид      | Итого            | Итого            | 35   | -33  | 9     | -12   | 12        | -16       | 3      | -5     | 59    | -66   |
| Всего за карьеру | Всего за карьеру | Всего за карьеру | 111  | -121 | 17    | -20   | 18        | -25       | 3      | -5     | 149   | -171  |

### Сборная
| Сборная          | Сезон            | Товарищеские | Товарищеские | Официальные | Официальные | Итого | Итого |
| Сборная          | Сезон            | Игры         | Голы         | Игры        | Голы        | Игры  | Голы  |
| ---------------- | ---------------- | ------------ | ------------ | ----------- | ----------- | ----- | ----- |
| Украина          |                  |              |              |             |             |       |       |
| 2018             | 3                | -2           | 0            | 0           | 3           | -2    |       |
| 2019             | 2                | -2           | 0            | 0           | 2           | -2    |       |
| 2020             | 1                | -2           | 0            | 0           | 1           | -2    |       |
| 2021             | 0                | 0            | 0            | 0           | 0           | 0     |       |
| 2022             | 0                | 0            | 3            | 0           | 3           | 0     |       |
| Всего за карьеру | Всего за карьеру | 6            | -6           | 3           | 0           | 9     | -6    |

### Матчи за сборную
| № | Дата             | Оппонент          | Счёт | Пр. голы | Карточки | Минуты | Соревнование            |
| - | ---------------- | ----------------- | ---- | -------- | -------- | ------ | ----------------------- |
| 1 | 23 марта 2018    | Саудовская Аравия | 1:1  | 1        | —        | 90'    | Товарищеский матч       |
| 2 | 3 июня 2018      | Албания           | 4:1  | 1        | —        | 90'    | Товарищеский матч       |
| 3 | 20 ноября 2018   | Турция            | 0:0  | —        | —        | 90'    | Товарищеский матч       |
| 4 | 10 сентября 2019 | Нигерия           | 2:2  | 2        | —        | 90'    | Товарищеский матч       |
| 5 | 14 ноября 2019   | Эстония           | 1:0  | —        | —        | 90'    | Товарищеский матч       |
| 6 | 11 ноября 2020   | Польша            | 0:2  | 2        | —        | 90'    | Товарищеский матч       |
| 7 | 8 июня 2022      | Ирландия          | 1:0  | —        | —        | 90'    | Лига наций УЕФА 2022/23 |
| 8 | 24 сентября 2022 | Армения           | 5:0  | —        | —        | 90'    | Лига наций УЕФА 2022/23 |
| 9 | 27 сентября 2022 | Шотландия         | 0:0  | —        | —        | 90'    | Лига наций УЕФА 2022/23 |

Итого: 9 матчей, 6 пропущенных голов/ 4 победы, 4 ничьи, 1 поражение.

## Достижения

### Командные
«Реал Мадрид»

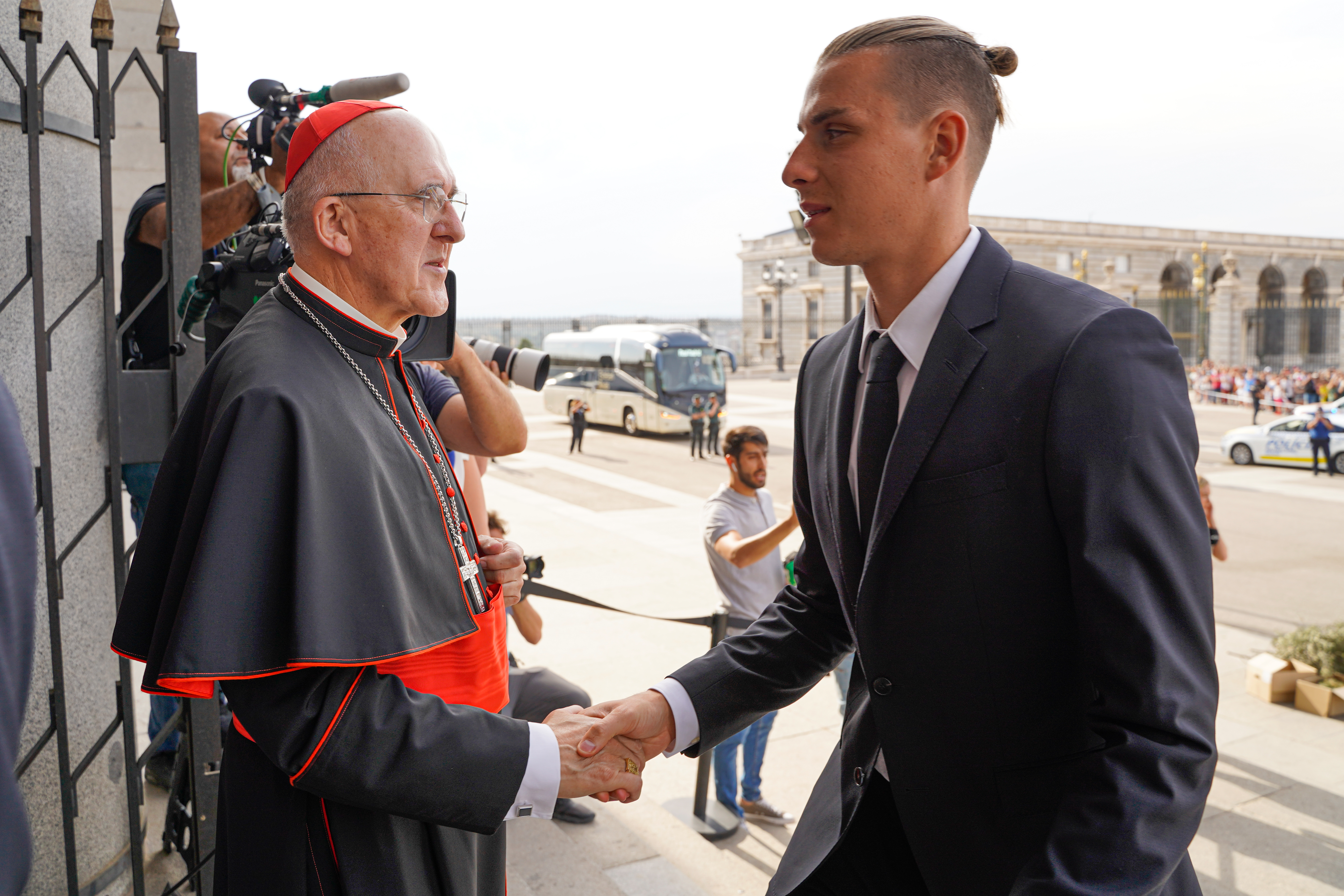
Андрей Лунин в Мадриде во время церемонии чествования победителей Лиги чемпионов УЕФА 2021/22

- Чемпион Испании (2): 2021/22, 2023/24
- Обладатель Кубка Испании: 2022/23
- Обладатель Суперкубка Испании (2): 2021/22, 2023/24
- Победитель Лиги чемпионов УЕФА (2): 2021/22[35], 2023/24
- Обладатель Суперкубка УЕФА (2): 2022, 2024
- Победитель Клубного чемпионата мира: 2022
- Обладатель Межконтинентального кубка: 2024

Сборная Украины (до 20 лет)
- Победитель молодёжного чемпионата мира: 2019

### Личные
- Обладатель премии «Золотой талант Украины»: 2017
- Лучший вратарь молодёжного чемпионата мира: 2019[34]
- Игрок сезона в «Заре»: 2017/18[10]
- Мастер спорта Украины международного класса

### Награды
- Орден «За заслуги» ІІІ степени (2019)[36]

## Личная жизнь
В 2021 году Лунин женился на своей девушке Анастасии Томазовой. 23 мая 2022 года у пары родился сын Андрей.